# بیسان عوده
بیسان عودة (متولد ۱۹۹۷ یا ۱۹۹۸) روزنامه‌نگار، کنشگر، و فیلمساز فلسطینی است. او بیشتر به خاطر ویدیوهای رسانه‌های اجتماعی‌اش که تجربیاتش در طول جنگ اسرائیل و حماس در نوار غزه را مستند می‌کنند، شناخته می‌شود. او برنده جایزه پیبادی ۲۰۲۴ در بخش اخبار و جایزه ادوارد آر مارو برای سریال‌های خبری برای برنامه شبکه رسانه ای الجزیره، این بیسان از غزه است و من هنوز زنده ام برنده شد. این برنامه همچنین نامزد جوایز خبری و مستند امی ۲۰۲۴ برای برنامه برجسته خبری سخت: فرم کوتاه است.

## اوایل زندگی و شغل
اودا در بیت حانون بزرگ شد. او از کودکی به داستان‌نویسی و همچنین خواندن، بسکتبال و نجوم علاقه داشت.
عوده با چندین سازمان در مورد مسائل مختلف کار کرده است. او به عنوان یکی از اعضای انجمن نوآوری جنسیتی جوانان آگورای زنان سازمان ملل، روی برابری جنسیتی کار کرده است. او با اتحادیه اروپا در زمینه تغییرات آب و هوایی کار کرده است و سفیر حسن نیت اتحادیه اروپا است. عوده همچنین برای صندوق جمعیت سازمان ملل متحد (UNFPA) کار می‌کند.
عوده نمایشی به نام حَکَواتیه تولید می‌کند که دربارهٔ تاریخ و فرهنگ فلسطین است. از شبکه رؤیا پخش می‌شود. او همچنین ویدیوهای آموزشی عربی فلسطینی را برای کانال یوتیوب Easy Languages اجرا کرد.
در جریان تشدید درگیری‌های اسرائیل و فلسطین در ماه مه ۲۰۲۱، عوده با هدف جلب توجه بین‌المللی به شرایط غزه، ویدئوهایی را در اینستاگرام به اشتراک گذاشت.

## جنگ اسرائیل و حماس (۲۰۲۳-)
در طول جنگ اسرائیل و حماس، که در اکتبر ۲۰۲۳ آغاز شد، عودا به دلیل ویدئوهای نیمه منظم و به روز رسانی‌های پخش زنده در رسانه‌های اجتماعی که تجربیات غیرنظامیان فلسطینی را مستند می‌کند، توجه را به خود جلب کرد. او به دلیل شروع ویدیوهای خود با برخی از انواع عبارت «من هنوز زنده هستم» شناخته شد. ویدیوهای او بیشتر به زبان انگلیسی هستند، اگرچه برخی به زبان عربی هستند. کارهای او توسط بی‌بی‌سی نیوز، الجزیره، ای بی سی نیوز، و صندوق نجات کودکان به اشتراک گذاشته شده است. او در ویدئوهای خود از حملات نیروهای دفاعی اسرائیل (IDF) و همچنین کمبود غذا، سرپناه، مراقبت‌های پزشکی و سایر منابع گزارش کرده است. تا می ۲۰۲۴، عوده۴٫۱  میلیون فالوئر جمع کرده بود.

### گزارش و کنشگری
پس از اینکه ارتش اسرائیل در اکتبر ۲۰۲۳ به ساکنان غزه گفت که از شمال غزه خارج شوند، عوده و والدینش از بیت حانون به بیمارستان الشفا نقل مکان کردند. خانه خانواده و دفتر کارش در ریمال هر دو بمباران شدند و تمام تجهیزات فیلمبرداری عوده نابود شدند. در نتیجه، عوده از تلفن خود برای ضبط ویدیو استفاده می‌کند. از بیمارستان الشفا، عوده ااز شیوع بیماری در میان ۵۰٬۰۰۰ آواره که فاقد سرپناه، آب و سرویس بهداشتی کافی بودند، گزارش داد.
در اوایل ماه دسامبر، عوده پست کرد: "من دیگر مشابه آن طور که ابتدای این نسل کشی امید داشتم، هیچ امیدی به زنده ماندن ندارم ". او همچنین در مورد مقابله با کابوس‌ها و بیماری‌ها نوشت. اظهارات او در چندین مقاله خبری که به کشته شدن روزنامه نگاران در جنگ اسرائیل و حماس اشاره داشت، ذکر شد. بعداً در همان ماه، عوده پست کرد که باید موهایش را کوتاه کند، زیرا آب کافی یا منابع لازم برای مراقبت از آن را ندارد. او همچنین از کمبود حمام و پدهای قاعدگی در اردوگاه پناهندگان خان یونس خبر داد.
در فوریه ۲۰۲۴، عوده در مورد کشتار آرد گزارش داد. وی اظهار داشت که فلسطینی‌ها در غزه «گرسنگی اجباری» را تجربه می‌کنند و ارتش اسرائیل آنها را در حالی که به سمت کامیون‌های کمک‌رسانی می‌دویدند کشته است.

### تجلیل‌ها
اعتبار چهره انسانی بخشی به غزه برای مخاطبان بین‌المللی به عوده، به همراه دیگر روزنامه نگاران فلسطینی، داده شده است. گفته شده است که او «نقطه نظر انسانی فراهم می‌کند»، «روی درگیری چهره قرار می‌دهد» و «چهره‌ای انسانی بر واقعیت‌های زندگی روزمره در غزه» قرار می‌دهد. فالوئرهای شبکه‌های اجتماعی او نسبت به امنیت او ابراز نگرانی کرده‌اند. در مقاله‌ای در <i id="mwtA">لس آنجلس ریویو آو بوکز</i> آمده است که عوده و سایر روزنامه‌نگاران فلسطینی که از غزه گزارش می‌دهند «بینندگان خود را متهم به همدستی می‌کنند و مرتباً از ما می‌خواهند که اقدام کنیم».
تا اوایل سال ۲۰۲۴، عوده در دو نقاشی دیواری، یکی در ادینبورگ و دیگری در لندن به تصویر کشیده شد.
در ماه مه ۲۰۲۴، عوده به خاطر برنامه اش در شبکه رسانه ای الجزیره، با عنوان این بیسان از غزه است و من هنوز زنده ام، برنده جایزه پیبادی در بخش اخبار شد. هیئت داوران پیبادی در بیانیه ای نوشت: «گزارشگری او از چادر موقت اش در خارج مرکز پزشکی، نشان می‌دهد که بقا برای او و توده‌های اطرافش چگونه است.» این جایزه توسط مو عامر اهدا شد و عوده از طریق ویدئو در مراسم شرکت کرد. عوده در سخنرانی پذیرش خود جایزه خود را به مردم معترض در حمایت از فلسطین تقدیم کرد و خواستار «پایان دادن به نسل‌کشی، آتش‌بس و فلسطین آزاد» شد.
در جولای ۲۰۲۴، این بیسان از غزه است و من هنوز زنده ام نامزد چهل و پنجمین جایزه خبری و مستند امی برای بخش ویژه خبری سخت ممتاز: فرم کوتاه شد. انجمن غیرانتفاعی خلاق برای صلح طرفدار اسرائیل با ادعای عضویت عوده در جبهه مردمی برای آزادی فلسطین، که ایالات متحده آن را به عنوان یک سازمان تروریستی معرفی کرده است، و انتشار نامه سرگشاده ای با امضای ۱۵۰ نفر از افراد درگیر در صنعت سرگرمی، مانند حییم سبان، سلما بلر و دبرا مسینگ خواستار لغو این نامزدی شد. آدام شارپ، رئیس آکادمی ملی علوم و هنرهای تلویزیونی (ناتاس)، اعلام کرد که نامزدی عوده لغو نخواهد شد و نوشت که «ناتاس نتوانسته است این گزارش‌ها را در مورد اتهام درگیر بودن عوده تأیید کند و تا به امروز هیچ دلیلی پیدا نکرده است که بر اساس آن قضاوت تحریریه متشکل از روزنامه نگاران مستقلی که مطالب را بررسی کرده‌اند، لغو شود.»

## جوایز و نامزدی ها
| سال  | جایزه                            | دسته                           | اثر                                        | نتیجه     | Ref.          |
| ---- | -------------------------------- | ------------------------------ | ------------------------------------------ | --------- | ------------- |
| 2024 | جایزه پیبادی                     | اخبار                          | ''این بیسان از غزه است و من هنوز زنده ام'' | برنده     | [ ۲۷ ]        |
| 2024 | Edward R. Murrow Award           | سریال خبری-انتشار دیجیتال بزرگ | ''این بیسان از غزه است و من هنوز زنده ام'' | برنده     | [ ۳۲ ] [ ۳۳ ] |
| 2024 | News and Documentary Emmy Awards | خبر ویژه سخت - فرم کوتاه       | ''این بیسان از غزه است و من هنوز زنده ام'' | در انتظار | [ ۲۹ ]        |